# Amy Sheehan
Amy Sheehan (ur. 26 października 1986 w Lismore) – australijska narciarka dowolna specjalizująca się w halfpipe'ie. W 2014 roku wystartowała na igrzyskach olimpijskich w Soczi, zajmując dziesiąte miejsce. Była też między innymi czternasta w tej samej konkurencji podczas mistrzostw świata w Voss w 2013 roku. Najlepsze wyniki w Pucharze Świata osiągnęła w sezonie 2013/2014, kiedy to zajęła 23. miejsce w klasyfikacji generalnej, a w klasyfikacji halfpipe'a była trzecia. W 2014 roku zakończyła karierę.

## Osiągnięcia

### Igrzyska olimpijskie
| Miejsce | Dzień     | Rok  | Miejscowość | Konkurencja | Zwycięzca     |
| ------- | --------- | ---- | ----------- | ----------- | ------------- |
| 10.     | 20 lutego | 2014 | Soczi       | Halfpipe    | Maddie Bowman |

### Mistrzostwa świata
| Miejsce | Dzień   | Rok  | Miejscowość | Konkurencja | Zwycięzca       |
| ------- | ------- | ---- | ----------- | ----------- | --------------- |
| 14.     | 5 marca | 2013 | Voss        | Halfpipe    | Virginie Faivre |

### Puchar Świata

#### Miejsca w klasyfikacji generalnej
- sezon 2007/2008: 86.
- sezon 2012/2013: 138.
- sezon 2013/2014: 23.

#### Miejsca na podium w zawodach
1. Calgary – 3 stycznia 2014 (halfpipe) – 3. miejsce
2. Breckenridge – 12 stycznia 2014 (halfpipe) – 3. miejsce